# Kobyly (okres Bardejov)
Kobyly jsou obec na Slovensku v okrese Bardejov. Žije zde 856 obyvatel, první písemná zmínka pochází z roku 1277. Nachází se zde římskokatolický kostel Obětování Panny Marie z roku 1886, přestavěný a rozšířený v roce 1997.